# USS Voyager
Nava spațială din clasa fictivă Intrepid, USS Voyager, este locul unde se desfășoară cea mai mare parte a acțiunii din serialul științifico-fantastic Star Trek: Voyager. Acesta este comandată de căpitanul Kathryn Janeway. Voyager a fost proiectată pentru serialul Star Trek: Voyager de către Richard D. James și Rick Sternbach. De obicei nava care apare pe ecran este rezultatul unor animații pe computer, cu toate că Tony Meinenger a construit un model care a fost utilizat în serial. Modelul principal al navei Voyager folosit pentru filmări a fost vândut la o licitație pe 6 octombrie 2006 pentru suma de 132.000 dolari americani. 